# Lisserpoelmolen
De Lisserpoelmolen is een poldermolen uit 1676 in de Nederlandse gemeente Lisse. De molen is gebouwd ten behoeve van de bemaling van de Lisserpoelpolder. In de molen bevindt zich een stalen vijzel, wat ten tijde van de bouw zeer uitzonderlijk was: de meeste poldermolens waren nog steeds met een scheprad uitgerust. De Lisserpoelmolen is maalvaardig, maar bemaalt slechts nog op vrijwillige basis. De molen was oorspronkelijk eigendom van het waterschap Lisserpoelpolder, opgevolgd door het waterschap De Oude Veenen. Sinds 1986 is de Lisserpoelmolen eigendom van de Rijnlandse Molenstichting. De molen wordt bewoond en is niet te bezichtigen.
De molen heeft de status rijksmonument.